# Двамата мисионери
„Двамата мисионери“ (на италиански: Porgi l'altra guancia), (на английски: Two Missionaries) е италианско-американски комедия филм от 1974 година на режисьора Франко Роси с участието на Терънс Хил и Бъд Спенсър.

## В ролите
| Изпълнител             | Роля                             |
| ---------------------- | -------------------------------- |
| Терънс Хил             | Отец Джей                        |
| Бъд Спенсър            | Отец Педро де Леон               |
| Робърт Лоджия          | Управител Алфонсо Фелипе Гонзага |
| Жан Пиер Омонт         | Монсиньор Делгадо                |
| Жак Херлин             | Епископа                         |
| Марио Пилар            | Менендес                         |
| Мария Кумани Куазимодо | Маркиз Гонзага                   |